# Clustal
Clustal é um programa de computador para alinhamento múltiplo de sequências amplamente usado. Sua versão mais recente é a 2.1. Existem duas variações principais:
- ClustalW: interface de linha de comandos
- ClustalX: Esta versão possui uma interface gráfica de usuário.[3] Ele está disponível para Windows, Mac OS e Unix / Linux.

Este programa está dsponível a partir do sítio página oficial do Clustal ou do sítio Servidor ftp do European Bioinformatics Institute.

## Entrada/Saída

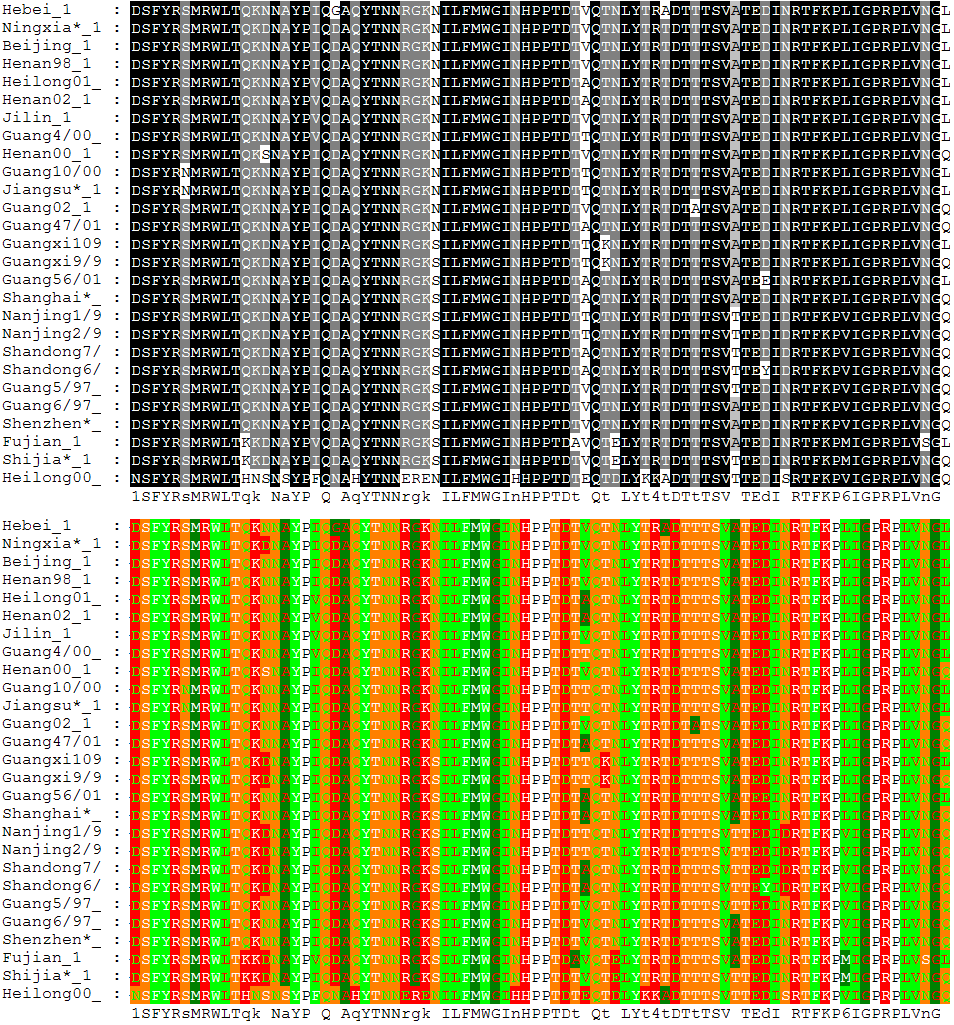
Alinhamento múltiplo de 27 sequências da proteína hemaglutinina da gripe aviária (vírus H9N2), colorado segundo a conservação de resíduos (mais escuro quanto maior conservação, acima). O alinhamento foi produzido usando-se o ClustalW.

Este programa aceita uma grande variedade de formatos de entrada. Incluindo NBRF/PIR, FASTA, EMBL/Swissprot, Clustal, GCC/MSF, GCG9 RSF, e GDE.
O formato de saída pode ser um ou vários dos seguintes: Clustal, NBRF/PIR, GCG/MSF, PHYLIP, GDE, or NEXUS.

## Alinhamento múltiplo de sequências
Há três etapas principais:

1. Fazer um alinhamento de seqüências
2. Criar uma árvore filogenética (ou usar uma árvore definida-por-usuário)
3. Usar a árvore filogenética para realizar um alinhamento múltiplo

As três opções são feitas automaticamente quando você seleciona "Fazer Alinhamento completo" ("Do Complete Alignment"). Outras opções são "Fazer alinhamento da árvore guia" ("Do Alignment from guide tree") e "Produza somente a árvore guia" ("Produce guide tree only").

## Ajustes
Os usuários podem alinhar as seqüências usando a configuração padrão, mas ocasionalmente pode ser útil personalizar com os seus próprios parâmetros.
Os principais parâmetros são a penalidade de lacuna aberta (gap opening penalty) e a penalidade por extensão  de lacuna (gap extension penalty).